# سیمونیدس

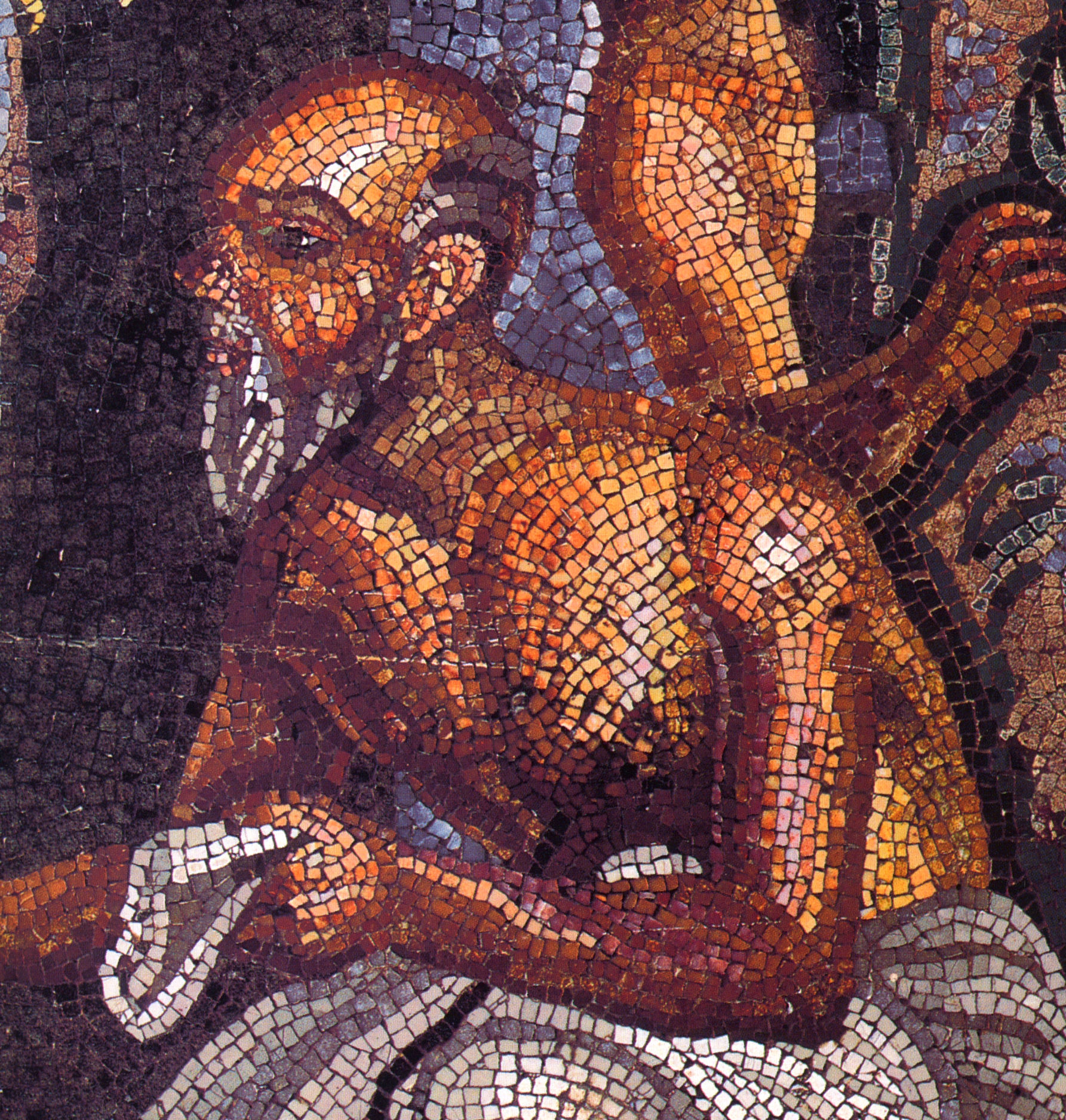
جزئیات یک معرق‌کاری در پمپئی که یک شاعر را نشان می‌دهد

سیمونیدس (‎/saɪˈmɒnɪˌdiːz/‎؛ به انگلیسی: Simonides؛ زبان یونانی: Σιμωνίδης؛ ۵۵۶–۴۶۸ پیش از میلاد) شاعر یونانی بود که در لولیس در کئا متولد شد. محققین هلنیستی اسکندریه او را در فهرست نه غزل‌سرای مورد احترام خود قرار داده‌اند. باکیلیدس، برادرزاده‌اش، و پیندار، که رقیب سرسخت او بود نیز در این فهرست گنجانده شده‌اند، که هر دو از رویکرد نوآورانه‌اش در غزل بهره‌مند شدند. با این حال، سیمونیدس بیش از هر دو به رویدادهای مهم و شخصیت‌های زمان خود پرداخته‌است.

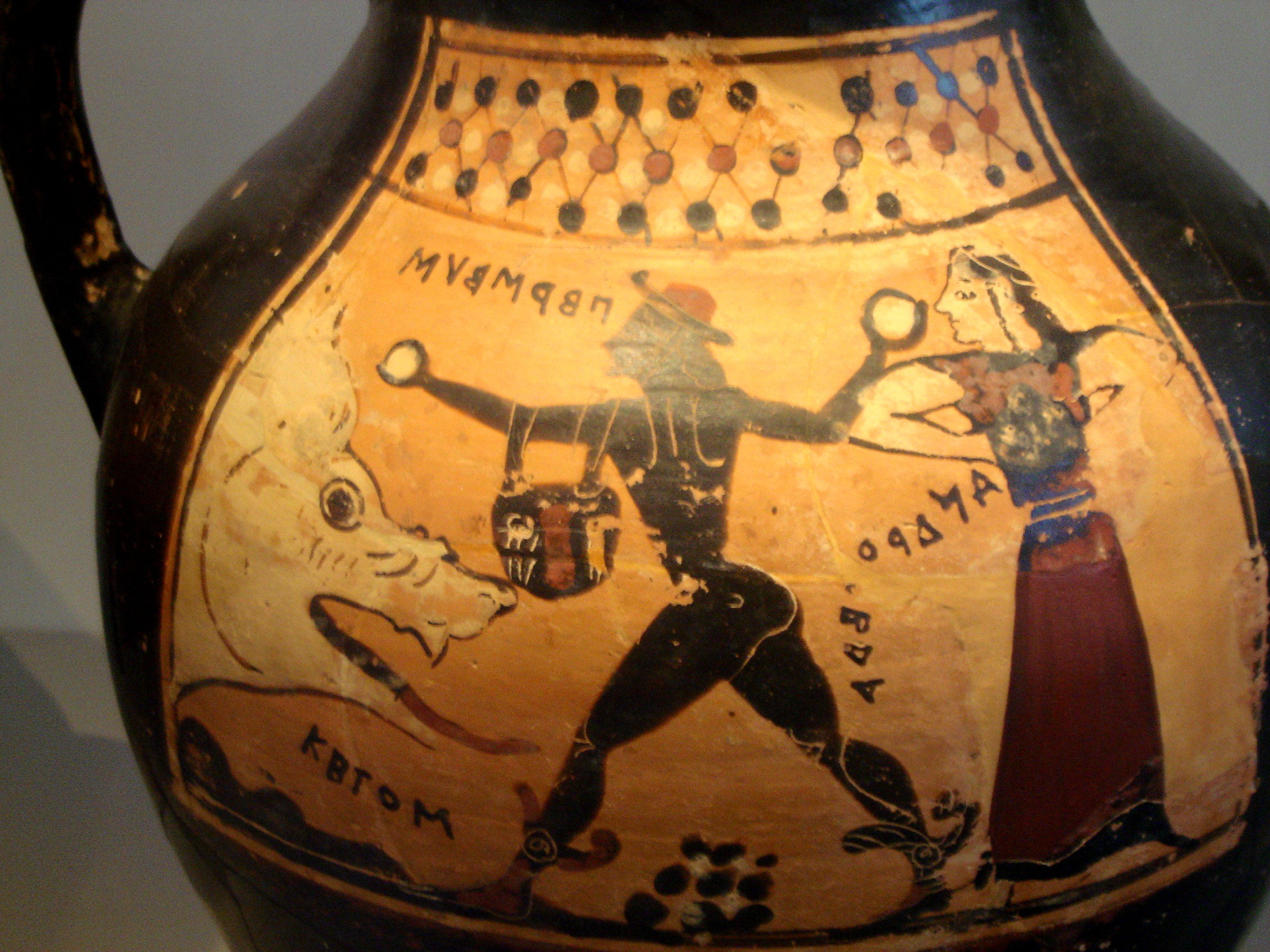
گلدان قرنتی که پرسئوس، آندرومده و کتوس را نشان می‌دهد. نام‌ها با الفبای یونانی باستانی نوشته شده‌اند.

لسینگ که در عصر روشن‌گری نویسنده بود، او را «ولتر یونانی» یاد می‌کرد. شهرت او مدیون گزارش‌های مرسوم از زندگی جالب او به‌عنوان یکی از خردمندترین انسان‌هاست. او همچنین یک فرد خسیس؛ مخترع یک سیستم حافظه‌شناسی؛ و مخترع برخی از حروف الفبای یونانی (ω, η, ξ, ψ) است. چنین گزارش‌هایی موجب بروز تصورات موهومی از او می‌شود، با این حال او تأثیر زیادی بر روشن‌گری سوفسطایی دوران کلاسیک داشت. شهرت او به‌عنوان یک شاعر بیش‌تر به توانایی او در ارائه جایگاه بنیادی انسان با شیوه‌ای ساده و تأثیرگذار برمی‌گردد. به قول کوئنتیلی سخنور رومی (۵۵–۱۰۰ پس از میلاد):
سیمونیدس سبک ساده‌ای دارد، اما می‌توان او را به‌خاطر برازندگی زبانش و جذابیت خاصش ستود. شایستگی اصلی او در قدرت برانگیختن حس هم‌دردی نهفته‌است، به‌طوری‌که برخی او را از این نظر به سایر نویسندگان این ژانر ترجیح می‌دهند.
او عموماً با سنگ‌نبشته‌های یادبود جنگجویان کشته‌شده مرتبط است، مانند اسپارت در نبرد ترموپیل:
| به آن‌ها در اسپارت بگو، رهگذر که این‌جا، مطیع حرف آن‌ها، دروغ می‌گوییم. | Ὦ ξεῖν', ἀγγέλλειν Λακεδαιμονίοις ὅτι τῇδε κείμεθα, τοῖς κείνων ῥήμασι πειθόμενοι. |
|                                                                     |                                                                                    |

امروزه تنها بخشی از شعرهای او باقی مانده‌است، چه به‌صورت قطعات پاپیروس، چه نقل‌قول‌های دیگر شخصیت‌های ادبی باستان. باستان‌شناسان در اوکسیرینخوس، یک شهر و یک سایت باستان‌شناسی در مصر، تکه‌های پاپیروسی را به‌دست آورده و هم‌چنان پاپیروس‌های جدیدی را کشف می‌کنند که از او در روایات متنوعی مانند داستان‌های تاریخی، پروتاگوراس افلاطون (جایی که او موضوع گفتگو است) و برخی از اشعار کالیماخوس مانند «آیتیا» نام برده شده‌است. (او یک روح در حال شکایت از هتک حرمت به مقبره خود در آگریجنتو به‌تصویر کشیده شده‌ست).

## زندگی‌نامه
با وجود شهرت و نفوذ سیمونیدس، چند حقیقت روشن در مورد زندگی او به دوران مدرن رسیده‌است. در منابع باستانی تاریخ قطعی تولد او خیلی دقیق نیست. بر اساس دایرةالمعارف بیزانس، سودا: «او در سال ۵۶ در المپیاد به‌دنیا آمد (۵۵۶/۵۵۲ قبل از میلاد)، یا به‌گفته برخی از نویسندگان در سال ۶۲ (۵۳۲/۵۲۸ ق. م) به‌دنیا آمده، یا در جایی آمده که او تا سال ۷۸ (۴۶۸/۴۶۴ ق. م) با هشتاد و نه سال سن زنده مانده‌است.» سیمونیدس با اختراع چهار حرف از الفبای یونانی، مورد تأیید عموم قرار گرفت و به‌عنوان نویسنده کتیبه‌ها، اولین شاعر بزرگی بود که به‌جای خواندن اشعار، آن‌ها رابه‌صورت مکتوب سروده بود. او همچنین دیتیرامبی با موضوع پرسئوس سروده‌است که اکنون یکی از بزرگ‌ترین قطعات شعری موجود اوست.
به‌طور کلی دانشمندان ۵۵۶–۴۶۸ قبل از میلاد را به‌عنوان زمان حیات و طول عمر او قبول دارند. هر چند تناقضی در میان است و باعث می‌شود که او حدود پنجاه سال از برادرزاده‌اش باکیلیدس بزرگ‌تر باشد و در حدود ۸۰ سالگی همچنان سرپا باشد. سایر منابع کهن نیز اطلاعات متناقضی دارند؛ برای مثال، بر اساس مدخلی در سنگ مرمر پریان، سیمونیدس در سال ۴۶۸/۴۶۷ قبل از میلاد در سن نود سالگی درگذشت، اما در مدخل دیگری، پیروزی پدربزرگش در مسابقه شعری در آتن، در سال ۴۸۹/۴۸۸ قبل از میلاد را ذکر کرده‌است؛ اگر تاریخ تولد سیمونیدس درست باشد، این پدربزرگ در آن زمان باید بیش از صد سال سن داشته باشد. نام پدربزرگ نیز همان‌طور که توسط مرمر پاریان ثبت شده، سیمونیدس بوده‌است، و برخی از محققان استدلال کرده‌اند که اولین ارجاعات به سیمونیدس در منابع باستانی ممکن است در واقع اشاره به این پدربزرگ بوده باشد. با این حال، سنگ پریان غیرقابل اعتماد شناخته شده‌است و احتمالاً فرد ذکرشده پدربزرگ نبوده، بلکه نوه او بوده که پیروزی سیمونیدس در آتن را گزارش می‌دهد. به گزارش سودا، این نوه نیز سیمونیدس بوده و نویسنده کتاب‌هایی در زمینه نسب‌شناسی بوده‌است.

### سال‌های اولیه: کئا و آتن

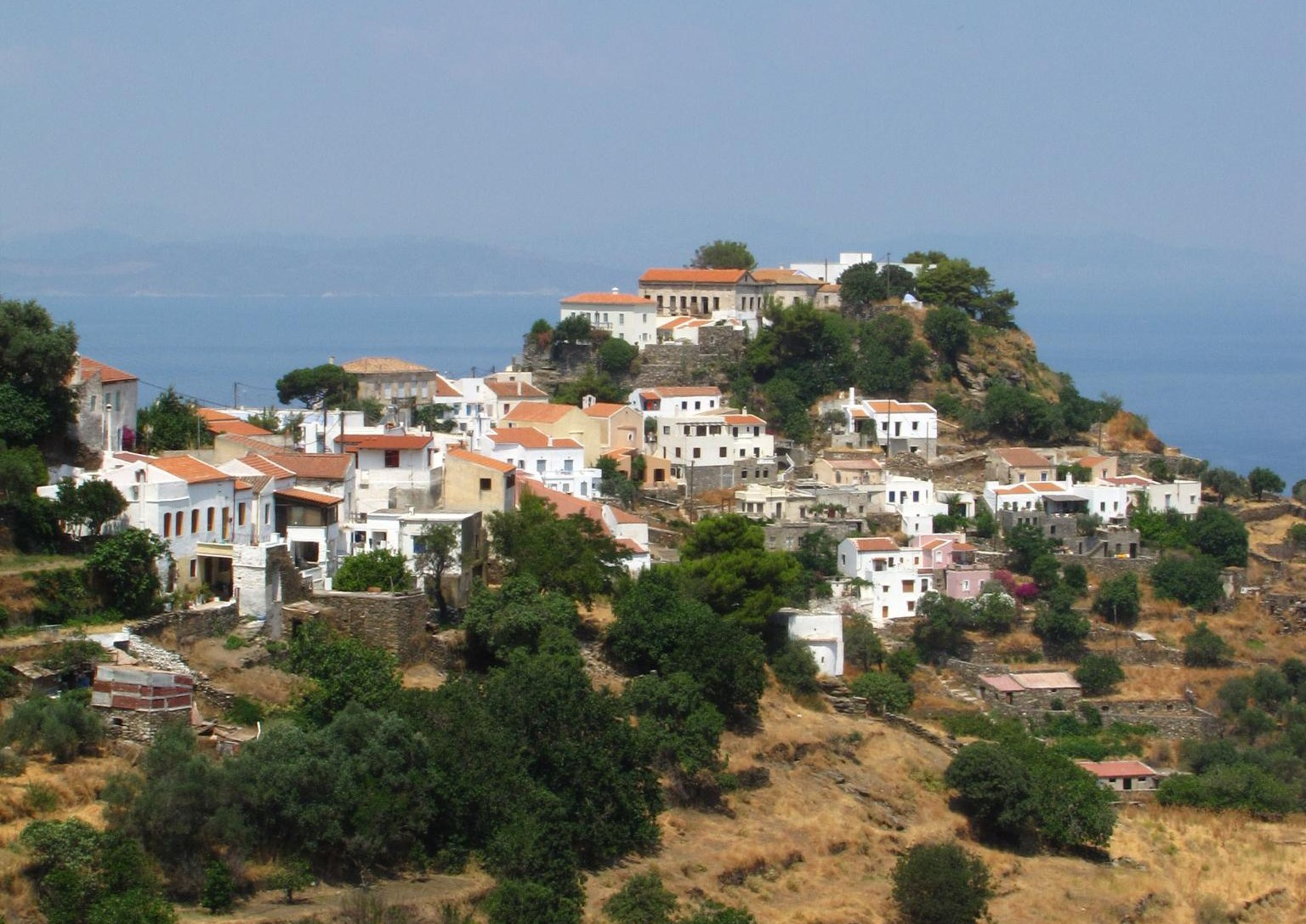
لوئیس، پایتخت کنونی کئا (Ceos به یونانی باستان)، شامل بقایای آکروپلیس باستانی. مانند بسیاری از سکونت‌گاه‌های سیکلادیک، در داخل یک تپه به‌راحتی قابل دفاع برای محافظت در برابر دزدان دریایی ساخته شد.

سیمونیدس پسر لئوپرپس و نوه یا نواده هیلیخوس بود. او در لوئیس در کئا، دورترین جزیره کیکلادها به‌دنیا آمد. مرکزی‌ترین جزیره، دلوس، زادگاه مشهور آپولون بود، جایی که مردم سیئوس مرتباً گروه‌های کر را برای اجرای سرودهایی به افتخار خدا می‌فرستادند. کراتایا، یکی دیگر از شهرهای کئا، دارای یک مدرسه بود که در آن گروه‌های کر آموزش می‌دیدند، و احتمالا سیمونیدس در جوانی به‌عنوان معلم در آن‌جا کار می‌کرده‌است.
علاوه بر فرهنگ موسیقایی، کئا فرهنگ غنی‌ای در رقابت‌های ورزشی، به‌ویژه در دویدن و بوکس داشت. نام نفرات پیروز در مسابقات پانهلنیک بر روی تخته‌های سنگی ثبت شد، که به خوراکی برای اشعار کرال سیمونیدس تبدیل شد. و قصیده پیروزی را سرود. پدربزرگ برادرزاده سیمونیدس، باکیلیدس، یکی از ورزشکاران برجسته جزیره بود.
کئا در پانزده مایلی جنوب شرقی آتیک قرار دارد، جایی که سیمونیدس در حدود سی سالگی با فریب به‌دست آوردن فرصت‌هایی به دربار هیپارخوس ستمگر، که حامی هنر نیز بود، کشیده شد. در آن‌جا رقابت او با یکی دیگر از شاعران گروه کر لاسوس هرمیونی، برای آتنی‌های نسل بعد به دست‌مایه‌ای برای شوخی و طنز تبدیل شد؛ ماجرای آن به‌طور خلاصه توسط آریستوفان که سیمونیدس را شاعر حرفه‌ای خسیس معرفی کرده، اشاره شده‌است. (خسیس را در زیر ببینید)

### سال‌های میانی: تسالی
پس از ترور هیپارخوس (۵۱۴ قبل از میلاد)، سیمونیدس به تسالی رفت، و در آن‌جا از حمایت خانواده‌های اسکوپاده و آلواده برخوردار شد. این دو خانواده از قدرت‌مندترین خانواده‌های اشراف فئودالی تسالیایی بودند، این دو خانواده برای شاعران نسل‌های بعدی یونانی مانند تئوکریتوس فقط به‌دلیل ارتباط با سیمونیدس قابل‌توجه به‌نظر می‌رسیدند. تسالی در آن زمان یک باتلاق فرهنگی بود و تا پایان قرن پنجم در «عصر تاریکی» باقی ماند. بر اساس روایتی از پلوتارک، شاعر یونیایی زمانی تسالیایی‌ها «بیش از حد نادان» بودند، و نمی‌شد آن‌ها را با شعر فریب داد.
یکی از بزرگ‌ترین حامیان نادان او رئیس قبیله اسکوپاده به‌نام اسکوپاس بود. این اشرافی که به شراب‌خواری، عیش‌ونوش و نمایش ثروت خود علاقه‌مند بود، برخوردهای متکبرانه و دم‌دمی‌مزاجی با سیمونیدس در روایت سیسرو و کوئینتیلیان نشان داده شده‌است، که بر اساس آن شاعر مأمور نوشتن قصیده پیروزی شد. سیمونیدس قصیده‌اش را با ارجاعات زیادی به دوقلوهای کاستور و پولوکس (کهن الگوهای قهرمان بوکسور) آراست، و اسکوپاس به او گفت که نیمی از هزینه سفارش را از آن‌ها دریافت کند؛ و او خودش نیمی دیگر را خواهد پرداخت. با این حال، سیمونیدس از دوقلوهای بوکسور بسیار بیش‌تر از هزینه دریافت کرد. او جان خود را مدیون آن‌ها بود. بر اساس این داستان، او را از سالن جشن خارج کردند تا دو بازدیدکننده را ببیند که آمده بودند تا او را ببینند؛ احتمالاً کاستور و پولوکس. (فرارهای معجزه‌آسا را در زیر ببینید) به‌محض این‌که او سالن را ترک کرد، سالن فرو ریخت و همه افراد داخل سالن را کشت. گفته می‌شود که این روی‌دادها او را برانگیخت تا سیستمی از حافظه‌شناسی را بر اساس تصاویر و مکان‌ها به نام شیوه لوکی ایجاد کند. روش مکان‌یابی یکی از اجزای هنر حافظه است.

### برجستگی شغلی: جنگ‌های ایرانی
دوره تسالیایی در کار سیمونیدس در بیش‌تر زندگی‌نامه‌ها با بازگشت او به آتن در طول جنگ‌های ایران و یونان دنبال می‌شود، و مسلم است که او در آن زمان به یک شخصیت برجسته بین‌المللی تبدیل شد، به‌ویژه به‌عنوان نویسنده ابیات یادبود. به گفته یکی از زندگی‌نامه‌نویسان ناشناس آیسخولوس، آتنیان سیمونیدس را پیش از آیسخولوس نویسنده نمایش‌نامه‌ای برای ادای احترام به کشته‌شدگان جنگی خود در نبرد ماراتون انتخاب کردند.
توانایی او در آهنگ‌سازی حماسی و تلخ در زمینه‌های نظامی، او را پس از شکست در تهاجم دوم ایرانیان، زمانی که او برای آتنی‌ها، اسپارت‌ها و کورنتی‌ها سنگ‌نبشته‌هایی از جمله آهنگی برای لئونیداس و مردانش، نقوش تقدیمی برای پاوسانیاس، و اشعاری در مورد نبردهای آرتمیزیم، سالامیس، و پلاتئا سرود، در میان دولت‌های یونانی مورد توجه قرار داد.
به گفته پلوتارک، کئایی‌ها مجسمه‌ای در این زمان ساخته بودند که الهام‌بخش سیاست‌مدار آتنی تمیستوکلس شد تا در مورد زشتی او اظهار نظر کنند. در همین روایت گفته می‌شود که تمیستوکلس تلاش سیمونیدس برای رشوه دادن به او را رد کرد، سپس خود را به‌عنوان یک قاضی صادق به یک شاعر خوب تشبیه کرد، زیرا یک قاضی صادق قوانین را پاس‌داری می‌کند و یک شاعر خوب هم آهنگ را پاس‌داری می‌کند. سودا از خصومت بین سیمونیدس و غزل‌سرای رودیایی، تیموکرون یاد می‌کند، که ظاهراً سیمونیدس یک سنگ‌نبشته ساختگی برای او سروده‌است که به موضوع مدیسم رودیایی می‌پردازد؛ موضوعی که تمیستوکلس را نیز در برمی‌گیرد.

### سال‌های پایانی: سیسیل
آخرین سال‌های زندگی شاعر در سیسیل سپری شد و در آن‌جا دوست و معتمد هیرون سیراکوز شد. طبق یک حاشیه‌نگاری تعلیقه در مورد پیندار، او زمانی به‌عنوان میانجی بین هیرون و ستم‌گر سیسیلی، ترون آکراگاس پادرمیانی کرد و به این ترتیب به جنگ بین آن‌ها پایان داد.دانش‌پژوهان به‌عنوان تنها مرجع در داستان‌های مربوط به رقابت بین سیمونیدس و پیندار در دربار هیرون، از معانی قصیده‌های پیروزی پیندار استفاده می‌کنند. اگر داستان‌های رقابت درست باشد، می‌توان حدس زد که تجربیات سیمونیدس در دادگاه‌های مستبدان، هیپارخوس و اسکوپاس، به او برتری رقابتی نسبت به پیندار مغرور داد و او را قادر ساخت تا شغل برادرزاده‌اش باکیلیدس را به رتبه پیندار ارتقا دهد. با این حال، علمای پیندار عموماً غیرقابل اعتماد تلقی می‌شوند، و دلیلی برای پذیرش قول آن‌ها وجود ندارد. شاعر هلنیستی کالیماخوس در یکی از اشعار خود فاش کرد که سیمونیدس در خارج از آگریجنتو به خاک سپرده شد و بعدتر از سنگ قبر او در ساختن یک برج استفاده شد.

### روایت‌ها
روایت‌هایی از زندگی سیمونیدس مضامین مختلفی را در بر می‌گیرد.

#### فرارهای معجزه‌آسا
همان‌طور که در بالا ذکر شد، سیسرو و کوئینتیلیان هر دو منبعی برای این داستان هستند که اسکوپاس، نجیب‌زاده تسالی، از پرداخت کامل دست‌مزد به سیمونیدس برای قصیده پیروزی که دارای ارجاعات بیش از حد به دوقلوهای افسانه‌ای، کاستور و پولوکس بود، خودداری کرد. طبق ادامه داستان، سیمونیدس در حال جشن گرفتن همان پیروزی با اسکوپاس و بستگانش در یک ضیافت بود که خبر رسید دو مرد جوان بیرون منتظر او هستند. وقتی بیرون آمد، متوجه شد که آن دو جوان بیرون هستند و سالن غذاخوری پشت سر او در حال فرو ریختن است. اسکوپاس و تعدادی از بستگانش کشته شدند. ظاهراً این دو جوان دوقلو بودند و علاقه شاعر به آن‌ها را با نجات جانش پاداش داده بودند. سیمونیدس بعدتر از این ماجرا با استخراج سیستمی از کارکرد حافظه بهره برد. کوئنتیلیان این داستان را به‌عنوان یک داستان تخیلی رد می‌کند زیرا «شاعر هیچ‌کجا به این ماجرا اشاره نمی‌کند، اگرچه او به احتمال زیاد در مورد موضوعی که چنین شکوهی برای او به ارمغان آورده بود سکوت کرد…» و این تنها فرار معجزه‌آسایی نبود که خداترسی او برایش فراهم کرد.
دو نقش در گلچین پالاتین وجود دارد که هر دو به سیمونیدس نسبت داده شده و هر دو به مردی غرق‌شده تقدیم شده‌است که گفته می‌شود جسد شاعر و برخی از همراهان او را پیدا کرده و در جزیره‌ای دفن کرده‌اند. اولی کتیبه‌ای است که در آن مرد مرده تصور می‌شود و بر کسانی که جسد را دفن کرده‌اند صلوات می‌خواند و دومی قدردانی شاعر از مرد غرق‌شده برای نجات جان خود را ثبت می‌کند؛ سیمونیدس توسط روحش هشدار داده شده بود که نکند با همراهانش از جزیره به راه افتد و همه غرق شوند.

#### مرد مخترع
در حین حفاری آوار سالن غذاخوری اسکوپاس، از سیمونیدس خواسته شد تا مهمانان کشته‌شده را شناسایی کند. اجساد آن‌ها غیرقابل تشخیص و له‌شده بود، اما او این کار وحشتناک را با مرتبط کردن هویت آن‌ها با موقعیت آن‌ها انجام داد. او بعدتر از این تجربه استفاده کرد تا «کاخ حافظه» یا «شیوه لوکی» را توسعه دهد، سیستمی برای یادیار که تا زمان رنسانس به‌صورت شفاهی منتقل می‌شد. به‌گفته سیسرون، تمیستوکلس چندان تحت‌تأثیر اختراع شاعر قرار نگرفت: «من تکنیک فراموش کردن را ترجیح می‌دهم، زیرا آنچه را ترجیح می‌دهم به خاطر نیاورم به خاطر می‌آورم و نمی‌توانم آنچه را ترجیح می‌دهم فراموش کنم.»
سودا اختراع «نت سوم چنگ» را به سیمونیدس نسبت می‌دهد (که اشتباه است زیرا این نت از قرن هفتم قبل از میلاد هفت سیم داشت) و چهار حرف از الفبای یونانی نیز به او نسبت داده شده‌است. اعتبار چنین ادعاهایی هر چه که باشد، چرخش ذهنی خلاقانه و بدیع در شعر او نشان داده شده‌است، زیرا او احتمالاً ژانر قصیده حماسی را ابداع کرده و مجموعه جدیدی از معیارهای اخلاقی را با بیان متقاعدکننده‌ای ارائه کرده‌است.

#### مرد خسیس
آریستوفان در نمایشنامه صلح خود تصور کرد که سوفوکل شاعر تراژیک به سیمونیدس تبدیل شده‌است: «او ممکن است پیر و پوسیده باشد، اما این روزها اگر به اندازه کافی به او پول می‌دادید، در غربال به دریا می‌رفت.» در تفسیر این قطعه، در یک حاشیه‌نویسی آمده‌است: «به نظر می‌رسد سیمونیدس اولین کسی بود که کسب درآمد را در آهنگ‌های خود وارد کرد و ترانه‌ای در قبال آن [پول] نوشت» و برای اثبات آن، بخشی از یکی از قصیده‌های پیندار را نقل کرد. «زیرا در آن زمان ایده هنوز سودآور نبود». همان منبع، داستان رایجی را نقل می‌کند که سیمونیدس دو صندوق را نگه می‌داشته‌است، یکی خالی و دیگری پر؛ در جعبه خالی مبالغی که بخشش می‌کرد را نگه می‌داشت، در جعبه پر پول‌هایی که برای خودش بود را نگه می‌داشت. به گفته آتنائوس، زمانی که سیمونیدس در دربار هیرون در سیراکوز بود، آذوقه روزانه‌اش را می‌فروخت و خود را چنین توجیه می‌کرد: «تا همگان عظمت هیرون و میانه‌روی من را ببینند». ارسطو گزارش می‌دهد که همسر هیرون یک بار از سیمونیدس پرسید که آیا بهتر است ثروتمند باشد یا عاقل، که ظاهراً پاسخ داد: «ثروتمند، زیرا می‌بینم که خردمندان روز خود را در درگاه ثروتمندان می‌گذرانند.»
بر اساس حکایتی که بر روی یک پاپیروس مربوط به حدود ۲۵۰ سال قبل از میلاد، ثبت شده‌است، هیرون یک بار از او پرسید که آیا همه چیز پیر می‌شود؟ سیمونیدس پاسخ داد: «بله، همه چیز، به جز پول درآوردن. و مهربانی زودتر از همه چیز پیر می‌شود.» او یک بار مبلغ ناچیزی را برای سرودن یک قصیده حماسی برای برنده مسابقه رد کرد (رویداد معتبری نبود) اما به گفته ارسطو، با افزایش هزینه نظرش تغییر کرد و در نتیجه این مطلع باشکوه به‌وجود آمد: «درود، دختران اسب‌های طوفان‌پا!» در نقل‌قولی که پلوتارک ثبت کرده‌است، او یک بار شکایت کرد که پیری هر لذتی را به جز پول درآوردن از او سلب کرده‌است.
همه این حکایت‌های سرگرم‌کننده ممکن است نشان‌دهنده این واقعیت باشد که او اولین شاعری بود که برای خدمات شعری خود هزینه دریافت کرده‌است؛ سخاوتمندی در پرداخت او برای کتیبه‌ای روی سنگ‌نوشته یکی از دوستان، همان‌طور که توسط هرودوت ثبت شده‌است، نمایان است. هرودوت همچنین از آریون شاعر یاد می‌کند که در سفر به ایتالیا و سیسیل ثروتی به‌دست آورده بود، بنابراین شاید سیمونیدس اولین شاعر حرفه‌ای نبود، همان‌طور که خود یونانی‌ها این‌گونه ادعا می‌کردند.

#### مرد حکیم و باهوش

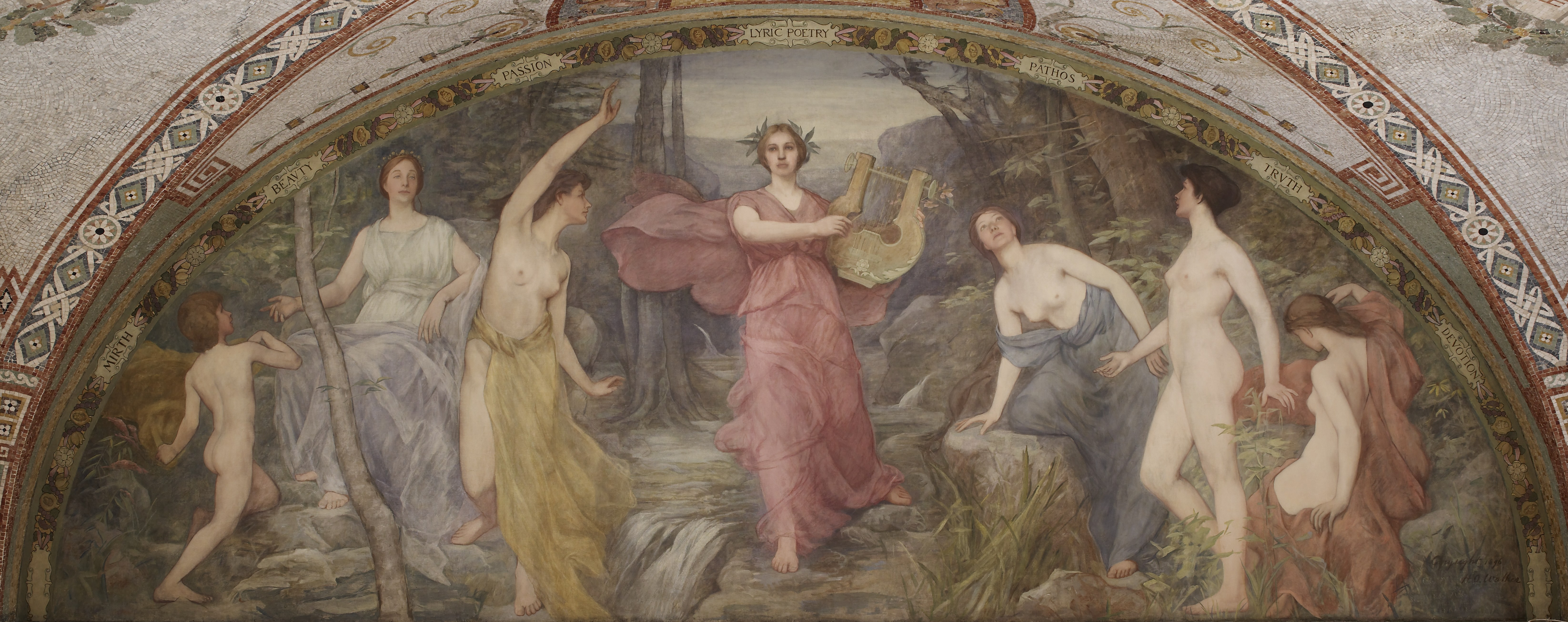
شعر غنایی، نقاشی‌شده توسط هنری الیور واکر (ساختمان توماس جفرسون، واشینگتن دی سی).
«سیمونیدس نقاشی را شعر خاموش و نقاشی را شعری می‌نامد که سخن می‌گوید.» - پلوتارک.

افلاطون در جمهور، سیمونیدس را با بیاس و پیتاکوس در زمره خردمندان و فرزانگان هفت‌گانه قرار داد و حتی از زبان سقراط این جمله را به زبان آورد که «کافر نشدن سیمونیدس بدیهی است، زیرا او مردی خردمند و الهام‌گرفته از خدا است.» در گفت‌وگوی پروتاگوراس، افلاطون سیمونیدس را با هومر و هزیود به‌عنوان پیشروهای سوفسطایی‌گری شمرده‌است. چند قول آخرالزمانی به او نسبت داده شده‌است.
مایکل پسلوس او را با عبارت «کلمه، تصویر چیزها است» تأیید کرد. پلوتارک «گفتار سیمونیدس را ستایش کرد، که او اغلب پس از سخن گفتن احساس پشیمانی می‌کرده، اما نه هرگز پس از سکوت» و مشاهده کرد که «سیمونیدس نقاشی را شعر خاموش و نقاشی شعری را اثری که سخن می‌گوید، می‌نامد».
دیوژن لائرتی، پس از نقل‌قول معروفی از کلئوبولوس (یکی از «هفت حکیم» یونان باستان) که در آن تندیس دوشیزه‌ای روی مقبره‌ای تصور می‌شود تا هوشیاری ابدی خود را اعلام کند، از سیمونیدس نقل می‌کند که در شعری از خود دربارهٔ آن توضیح می‌دهد: «سنگ؛ حتی با دستان فانی شکسته می‌شود. این حکم یک احمق بوده‌است.» دیدگاه خردگرایانه او در مورد کیهان در نامه تسلی‌بخش پلوتارک به آپولونیوس نیز مشهود است: «از نظر سیمونیدس، هزار یا ده هزار سال یک نقطه (زمان) غیرقابل تعیین است، یا بهتر است بگوییم کوچک‌ترین بخش یک نقطه است».
سیسرون توضیح داد که وقتی هیرون سیراکوزی از او خواست خدا را تعریف کند، سیمونیدس مدام پاسخ او را به تعویق انداخت، «زیرا هر چه بیشتر فکر می‌کنم، موضوع به‌نظرم مبهم‌تر می‌شود». استوبائوس این پاسخ را به مردی نوشت که چیزهای ناخوشایندی را که دربارهٔ او شنیده بود به سیمونیدس محرمانه گفته بود: «لطفاً از تهمت زدن به من با چیزی که می‌شنوید دست بردارید!»

## شعر
سیمونیدس اشعاری کامل برای اجراهای عمومی و کتیبه‌ها سروده‌است، برخلاف غزل‌سرایان قبلی مانند سافو و آلکایوس، که ابیاتی را برای سرگرم کردن دوستان می‌سرودند؛ «با سیمونیدس، عصر فردگرایی در غزل گذشته‌است.» در کشف اخیر پاپیروس (P.Oxy. ۳۹۶۵) سیمونیدس در آن یک سمپوزیوم را تصویر می‌کند و به‌عنوان پیرمردی صحبت می‌کند که در جمع معشوق همجنس‌گرای خود جوان شده و روی تختی از گل می‌خوابد. برخی از قطعات کوتاهی که توسط نویسندگان باستانی یا مدرن به‌عنوان تقریظ شناسایی شده‌اند نیز ممکن است در سمپوزیوم‌ها اجرا شده باشند. امروزه تعداد بسیار کمی از اشعار او باقی مانده‌است، اما به اندازه کافی بر روی قطعات پاپیروس و در نقل‌قول‌های مفسران باستانی ثبت شده‌است. (هیچ‌کس نمی‌داند که آیا و چه زمانی شن‌های مصر اکتشافات بیشتری را نشان بشر خواهند داد).
سیمونیدس طیف وسیعی از اشعار کُرال را با گویش ایونیایی و اشعار مرثیه‌ای در اصطلاحات دوریک نوشت. به‌طور کلی او را با ابداع نوع جدیدی از غزل‌های کُرال، به‌ویژه رایج کردن شکلی از آن، به قصیده حماسی نسبت می‌دهند. این‌ها امتداد سرودهایی بود که نسل‌های پیشین شاعران آن را فقط به خدایان و قهرمانان تقدیم کرده بودند:
اما این سیمونیدس بود که برای اولین بار یونانیان را به این فکر واداشت که چنین خراجی ممکن است به هر فردی که به اندازه کافی از نظر شایستگی یا مقام برجسته باشد، پرداخت شود. باید به خاطر داشته باشیم که در زمان سیمونیدس، مردی که سراینده سرود روحانی خطاب می‌شد، احساس می‌کرد که تمایزی دریافت می‌کند که تا آن زمان مختص خدایان و قهرمانان بود. -— ریچارد کلاورهاوس جب|آر. سی. جب(۱۹۰۵)
سیمونیدس در یکی از قصیده‌های حماسی، با بزرگداشت گلوکوس کریستوس، بوکسور معروف، اعلام می‌کند که حتی هراکلس یا کاستور و پولوکس هم نمی‌توانستند در برابر او بایستند؛ بیانیه‌ای که ایمان نداشتن به آن حتی برای لوسیان در چندین نسل بعد هم قابل توجه بود.
سیمونیدس اولین کسی بود که سرود کرال (هم‌سرایان) را به‌عنوان شکلی شناخته‌شده از غزل تثبیت کرد، استعداد او توسط کوئینتیلیان شهادت داده شد. جایی که می‌گوید:
در شعر سیمونیدس، به انتخاب کلمات و دقت او در ترکیب آن‌ها توجه کنید. به علاوه - و در این‌جا او حتی از پیندار بهتر است - مشاهده کنید که چگونه او نه با استفاده از سبک بلکه با توسل به احساسات ابراز هم‌دردی می‌کند. D. Campbell, Greek Lyric III, Loeb Classical Library (1991)، صفحه 359</ref>
سیمونیدس در آهنگ‌سازی‌های مناسب برای رقص (هیپرکما) نیز ماهر بود، و پلوتارک او را به‌خاطر آن ستایش می‌کند. او در مسابقات دو دیتیرامب بر اساس یک تقریظ ناشناس که مربوط به دوره هلنیستی است بسیار موفق بود. دی‌تیرامب، ژانری از غزل‌هایی که به‌طور سنتی برای دیونوسوس خوانده می‌شد، بعدها به روایت‌هایی تبدیل شد که اسطوره‌های قهرمان را به تصویر می‌کشد. سیمونیدس نخستین شاعری است که به این شکل شعر سروده‌است (استرابون جغرافی‌دان از دیتیرامبی به نام ممنون یاد کرده‌است که در آن سیمونیدس مقبره قهرمان را در سوریه قرار داده‌است و نشان می‌دهد که فقط برای افسانه‌های دیونوسوس سروده نشده‌است)
سیمونیدس مدت‌ها برای کسانی که در جنگ‌های ایران جان می‌باختند سنگ‌نوشته می‌نوشت، و همین امر باعث شده‌است که بسیاری از ابیات دیگر به اشتباه به او نسبت داده شود. مانند امثال و حکم کنفوسیوس یا حکایت‌های موسیقایی بیچام .» محققان تنها یکی از تقریظ‌های منسوب به او را معتبر می‌دانند (کتیبه‌ای برای پیش‌گو مگیستیوس به نقل از هرودوت)، که حتی برخی از معروف‌ترین نمونه‌ها، مانند نمونه اسپارتی‌ها در ترموپیل را مورد تردید قرار می‌دهد. او قطعات طولانی‌تری را با موضوع جنگ ایرانی سروده‌است، از جمله سقوط ترموپیل، نبرد آرتمیزیوم و نبرد سالامیس. اولین مورد توسط دیودور سیسیلی به عنوان یک انکومیوم (مدیحه‌سرایی) نام‌گذاری شده بود. و دومیین مورد مرثیه شناخته می‌شود، اما پریسین، در نظری بر عروض، نشان می‌دهد که در قالب غزل سروده شده‌است. بخش‌های قابل توجهی از شعری که اخیراً کشف شده‌است، توصیف دوران نبرد پلاته و مقایسه پاوسانیاس با آشیل را نشان می‌دهد، که او در واقع روایت‌های روایی را در قالب مرثیه سروده‌است.

### سبک شاعرانه
سیمونیدس مانند دیگر شاعران غزل‌سرا در یونان باستانی پسین، از صفت‌های مرکب و القاب استفاده قابل توجهی کرد، اما از طرفی به‌دلیل محدود ساختن خود و تعادل در این موضوع قابل توجه است. بیان او با تکیه بر بیانی صریح، واضح و ساده بود.

## اخلاق
سیمونیدس از دیدگاهی بردبار و انسان‌گرایانه دفاع می‌کرد که از خوبی‌ها تجلیل می‌کرد، و به فشارهای عظیمی که زندگی بر انسان‌ها وارد می‌کند، پی برد. این نگرش در شعر زیر سیمونیدس (فر. ۵۴۲)، نقل‌شده در گفتگوی افلاطون، پروتاگوراس، و در این‌جا بر اساس تفسیر اخیر بازسازی شده‌است، و آن را به تنها غزلیات سیمونیدس تبدیل می‌کند که دست‌نخورده باقی مانده‌است:
برای یک مرد، مطمئناً سخت است که واقعاً خوب باشد - در دست‌ها، پاها و ذهن، بدون هیچ نقصی ساخته شده باشد. فقط یک خدا می‌تواند اختیار آن را داشته باشد. اما یک مرد، زمانی که نمی‌تواند با بحرانی کنار بیاید، آن را تقلیل می‌دهد، به هیچ وجه نمی‌تواند به بد بودن کمک کند. هر مردی وقتی در زندگی خوب عمل می‌کند خوب است، وقتی بد می‌کند بد است و بهترین ما کسانی هستیم که خدایان آن‌ها را بیش‌تر دوست دارند.
اما برای من این گفته پیتاکوس کاملاً درست نیست (حتی اگر او مرد باهوشی بود): او می‌گوید «خوب بودن سخت است»: برای من، یک مرد به اندازه کافی خوب است تا زمانی که بیش از حد بی‌قانون نباشد و احساس حق که به شهرها کمک می‌کند: یک مرد محکم. من در چنین مردی ایرادی نخواهم یافت. از این گذشته، آیا حجم بی‌حد و حصری از احمق‌ها وجود ندارد؟ آن‌طور که من آن را می‌بینم، اگر شرم بزرگی در آن نباشد، همه چیز منصفانه است.

پس نمی‌خواهم عمرم را به امید بیهوده و پوچ، برای جستجوی چیزی که نمی‌تواند وجود داشته باشد، دور بریزم، یک مرد کاملاً بی‌عیب – حداقل نه در میان ما انسان‌هایی که نان خود را از روی زمین به‌دست می‌آوریم. (اگر یکی را پیدا کردم، توجه داشته باشید، حتماً به شما اطلاع خواهم داد) تا زمانی که او از روی عمد کار شرم‌آور انجام ندهد، من ستایش و عشق خود را به هر مردی تقدیم می‌کنم. حتی خدایان هم نمی‌توانند با آن مبارزه کنند.